# Ardisia multipunctata
Ardisia multipunctata är en viveväxtart som beskrevs av Fletcher. Ardisia multipunctata ingår i släktet Ardisia och familjen viveväxter. Inga underarter finns listade i Catalogue of Life.